# نبرد وینویک
نبرد وینویک (انگلیسی: Battle of Winwick) که به عنوان نبرد ساحل سرخ نیز شناخته می‌شود، در ۱۹ اوت ۱۶۴۸ در نزدیکی دهکده لانکاشر وینیک، چشر رخ داد. این بین بخشی از ارتش سلطنتی به رهبری سپهبد ویلیام بیلی و ارتش پارلمانی به رهبری ژنرال الیور کرامول بود. سلطنت طلبان در نبرد شکست خوردند و تمام پیاده‌نظام آنها کشته یا اسیر شدند. سواره نظام سلطنتی فرار کردند اما پنج روز بعد تسلیم شدند. وینویک آخرین نبرد جنگ داخلی دوم انگلیس بود.
قبل از این، نخستین جنگ داخلی انگلستان که در آن سلطنت طلبان، که از شاه چارلز یکم حمایت می‌کردند، علیه اتحادی از نمایندگان پارلمان و نیروهای اسکاتلندی جنگیدند. چارلز در سال ۱۶۴۶ شکست خورد و به اسیر شد. با این حال، او به مذاکره با گروه‌های مختلف در میان دشمنانش ادامه داد، که منجر به آغاز جنگ داخلی دوم انگلیس در سال ۱۶۴۸ شد. این شامل شورش‌ها، قیام‌های سلطنتی‌ها در انگلستان و ولز، و تهاجم اسکاتلند به شمال غربی انگلستان بود. ارتش مهاجم اسکاتلندی در نبرد پرستون در ۱۷ اوت توسط یک ارتش کوچکتر پارلمانی شکست خورد. اکثر سلطنت طلبان، عمدتاً اسکاتلندی، با تعقیب نمایندگان پارلمان به جنوب گریختند. در ۱۹ اوت، پیاده‌نظام اسکاتلندی، خسته و و با کسری منابع، در حالی که سواره نظام آنها در نزدیکی منتظر بودند، در وینویک جنگیدند.
سربازان پارلمان در ابتدا با تلفات زیادی عقب رانده شدند. بعداً، نیروهای پارلمان بیشتری وارد شدند اما نتوانستند موقعیت اسکاتلند را بشکنند. یک حمله بزرگ با ساعت‌ها درگیری شدید و بدون برنده مشخص دنبال شد. نمایندگان پارلمان دوباره جمع شدند، اسکاتلندی‌ها را با سواره نظام خود به دام انداختند و پیاده‌نظام را برای حمله از پهلو فرستادند. وقتی اسکاتلندی‌ها این را دیدند، فرار کردند و بسیاری توسط سواره نظام پارلمانی که در حین تعقیب کشته شدند. اسکاتلندی‌ها زنده مانده در مکان‌های مختلف تسلیم شدند. وینویک پایان جنگ را رقم زد. پس از آن، چارلز در ۳۰ ژانویه ۱۶۴۹ اعدام شد و انگلستان در ۱۹ مه به جمهوری تبدیل شد.